# Iturup
Iturup (ros. Итуру́п; jap. 択捉島, Etorofu-tō; ainu: エツ゚ヲロㇷ゚シㇼ, Etuworop-sir, etu-or-o-p) – największa wyspa w archipelagu Kuryli.
Wyspa ma powierzchnię 3 166,64 km², długość 200 km, szerokość 7–20 km. Jest to wyspa wulkaniczna, podobnie jak wszystkie wyspy tego łańcucha. Osiąga wysokość do 1634 m n.p.m. Głównym miastem wyspy jest Kurilsk. Cieśnina Friza oddziela Iturup od niezamieszkanej wyspy Urup, a Cieśnina Katarzyny oddziela Iturup od Kunaszyru.

## Historia
Jesienią 1941, w zatoce Hitokappu (obecnie Kasataka), stacjonowała eskadra sześciu japońskich lotniskowców pod dowództwem wiceadmirała Nagumy, przeprowadzająca tam ćwiczenia bojowe przed planowanym atakiem na bazę amerykańskiej marynarki wojennej w Pearl Harbor. 26 listopada okręty opuściły zatokę wraz z 23 innymi jednostkami i ruszyły w kierunku Hawajów.